# Pièce de 5 francs Marianne de Chaplain
Pour les articles homonymes, voir 5 francs.
La pièce de 5 francs Marianne de Champlain est une pièce de monnaie de 5 francs français émise en 2000.

## Caractéristiques
- Légende avers : République Française
- Légende revers : Liberté Égalité Fraternité entourant une couronne de laurier avec au centre 5 FRANCS 2000
- Masse : 10 g
- Diamètre : 29 mm

Cette version a été émise uniquement dans les coffrets pour les collectionneurs.